# Karisaari (ö i Egentliga Tavastland, Tavastehus, lat 61,23, long 24,43)
Karisaari är en ö i Finland. Den ligger i sjön Ilmoilanselkä och i kommunen Tavastehus i den ekonomiska regionen  Tavastehus ekonomiska region  och landskapet Egentliga Tavastland, i den södra delen av landet, 120 km norr om huvudstaden Helsingfors. Öns area är 0,6 hektar och dess största längd är 150 meter i sydöst-nordvästlig riktning.